# Doopsgezinde kerk (Terhorne)
De Doopsgezinde kerk is een kerkgebouw in Terhorne in de Nederlandse provincie Friesland.
De doopsgezinde kerk werd gebouwd naar ontwerp van architect Albert Breunissen Troost in eclectische bouwstijl, beïnvloed door de Engelse neogotiek. De eerste steen werd gelegd op 12 september 1864. De zijgevels zijn geleed door lisenen met geprofileerde natuurstenen bekroningen. De noodgevel heeft een gepleisterde borstwering met een  bakstenen waterslag. De raamopeningen hebben alle gietijzeren vensters met een tudorboog. Het kerkterrein wordt omgeven door een monumentaal hek geleverd door de firma Sterckman in 1865. De kerk met kosterswoning is een rijksmonument. 
De kansel bevindt zich aan de westzijde. De kerk kreeg in 1907 een orgel van Maarschalkerweerd & Zoon. Het werd in 1940 vervangen door een orgel uit 1917 van de firma Standaart dat afkomstig was uit de kerk van Hidaard. Het gebouw heeft sinds 2008 geen kerkfunctie meer. Het is in gebruik als winkel.
Voor de kerk staat een gedenkteken uit 1922 ter ere van de doopsgezinde predikant H.G. Dornseiffen. 

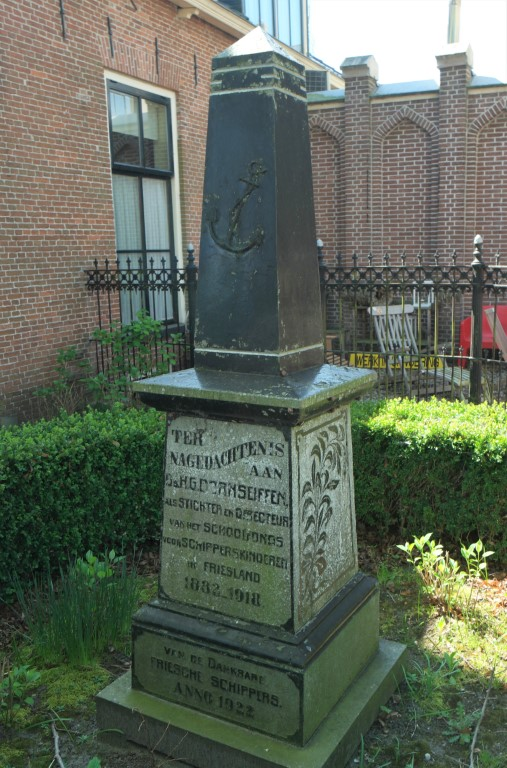
Gedenkzuil Dornseiffen